# Marcia Pelham, Condessa de Yarborough
Marcia Pelham, Condessa de Yarborough (nascida Marcia Amelia Mary Lane-Fox; 18 de outubro de 1863 — 17 de novembro de 1926) foi uma aristocrata britânica. Ela foi suo jure 13.ª Baronesa Conyers e 6.ª Baronesa Fauconberge. Também foi condessa de Yarborough pelo seu casamento com Charles Pelham, 4.º Conde de Yarbourough.

## Família
Marcia foi a primeira filha e segunda criança nascida de  Sackville Lane-Fox, 12.º Barão Conyers e de Mary Curteis. Seus avós paternos eram o político do conservador, Sackville Lane-Fox e Charlotte Mary Anne Georgiana Osborne. Seus avó materno era o capitão Reginald Curteis.
Ela teve dois irmãos: Sackville Fitzroy Henry, e Violet, esposa de George Herbert, 4.º Conde de Powis.

## Biografia
Marcia casou-se com o conde Charles Pelham, em 5 de agosto de 1886. Ele era filho de Charles Anderson-Pelham, 3.º Conde de Yarborough e de Victoria Alexandrina Hare.
O casal teve quatro filhos, todos homens.
O pai da condessa morreu em 24 de agosto 1888, e os títulos de barão de Darcy de Knayth e de Conyers entraram em pendência entre suas filhas. Em 8 de junho de 1892, a pendência foi retirada da em favor da condessa de Yarbourough, que sucedeu como 13.ª Baronesa Conyers e condessa de Mértola, uma vila em Portugal. Já sua irmã, Violet, tornou-se a 16.ª baronesa Darcy de Knayth.
Em 29 de setembro de 1903, Marcia tornou-se a 6.ª Baronesa Fauconberge. 
Em 1920, a condessa foi investida como uma oficial na Ordem do Império Britânico devido ao reconhecimento de seu papel de comandante em Brocklesby Park, a casa ancestral de seu marido, que foi transformada em um hospital auxiliar durante a Primeira Guerra Mundial.
A baronesa faleceu em decorrência da doença do sono, no dia 17 de novembro de 1926, aos 63 anos de idade. Há um memorial dedicado a ela na Igreja de Todos os Santos, em Brocklesby.

## Descendência
- Charles Sackville Pelham, Senhor Worsley (14 de agosto de 1887 – 30 de outubro de 1914), lutou na Primeira Guerra Mundial. Foi casado com Alexandra Mary Freesia Vivian, mas não teve filhos;
- Sackville Pelham, 5.º Conde de Yarborough (17 de dezembro de 1888 - 7 de fevereiro de 1948), sucessor dos pais. Foi marido de Nancy Brocklehurst, com quem teve duas filhas;
- D'Arcy Francis Pelham (15 de fevereiro de 1892 - 19 de fevereiro de 1892);
- Marcus Herbert Pelham, 6.º Conde de Yarborough (30 de junho de 1893 - 1966), sucessor do irmão. Foi marido de Pamela Douglas-Pennant, com quem teve dois filhos.